# Aszan Tahtahunov
Aszan Tahtahunov (becenevén Hoszenmi) (Almati, 1986. szeptember 25. –) kazak síugró. Jelenleg a Csimbulyak csapatánál edz.
2003. július 25-én mutatkozott be a Kontinentális Kupában, Utahban. 26. lett, ezzel 4 pontot szerzett, ami feljogosította a Síugró Világkupában való részvételre. Kuusamóban tűnt fel a Világkupa-szezonban, ő volt a legnagyobb tehetségnek tartott kazak ugró. A 2003–2004-es szezonban még pontokat is szerzett, szám szerint 6-ot. (Oslóban 29. lett, Liberecben 27.) Aztán már semmi… 2004. február 7-én 26. lett középsáncon, a schonachi junior-világbajnokságon. A 2004–2005-ös szezonban a csapattal Willingenben 9. lett, 82 méteres eredményét csak Roar Ljökelsöy múlta alul.
A Kontinentális Kupában is indult: a 2003–2004-es idényben 92 ponttal lett 57., egy év múlva 10 ponttal 133.
Utoljára 2005 szeptemberében indult nemzetközi versenyeken: a hakubai Grand Prix-állomáson 28. lett (42-ből). Talán az egykori világbajnok, Okabe Takanobu kivételével csak jegyzetlen versenyzőket előzött meg. 3 ponttal 70. lett a Grand Prix-összetettben.
A 2005–2006-os idényt kihagyta.
Tahtahunov most már nem az első számú kazak ugró: a legutóbbi két idényben Zsaparov és Karaulov is szerzett pontot. A torinói olimpiára már nem vitték ki, mert a nála is fiatalabb Alekszej Koroljov kiszorította a keretből.
2006. október 4-én a Grand Prix-szezonban is indult, de az oberhofi kvalifikáción diszkvalifikálták. Több mint egy év után most tért vissza a nemzetközi versenyekre.
Érdekesség: szeret PlayStation 2-zni. Rossignol sílécekkel versenyez.

## Világkupa
| Szezon  | Helyezés | Pontszám |
| ------- | -------- | -------- |
| 2003–04 | 70.      | 6        |
| 2004–05 |          | 0        |
| 2005–06 |          | 0        |